# Cypern och eurosamarbetet
Cypern har euron som valuta sedan den 1 januari 2007. Euron är Europeiska unionens officiella valuta, som används i många av Europeiska unionens medlemsstater och ett antal andra stater utanför unionen. De länder som använder euron kallas gemensamt för euroområdet. De lägre valörerna av euron utgörs av mynt, medan de högre valörerna utgörs av sedlar. Euromynten har en gemensam europeisk sida som visar värdet på myntet och en nationell sida som visar en symbol vald av den medlemsstat där myntet präglades. Varje medlemsstat har således en eller flera symboler som är unika för just det landet.
För bilder av den gemensamma sidan och en detaljerad beskrivning av mynten, se artikeln om euromynt.
De cypriotiska euromynten präglas av tre olika designer. De lägsta valörerna, 1-, 2- och 5-centmynten, präglas av två mufflonfår. 10-, 20- och 50-centmynten präglas av Kyreniaskeppet medan de högsta valörerna, 1- och 2-euromynten, präglas av Pomosikonen. Varje motiv representerar dessutom någonting; Pomosfiguren kulturen, Kyreniaskeppet havet och mufflonfåren naturen. På varje cypriotiskt euromynt står det Cypern på både grekiska (ΚΥΠΡΟΣ) och turkiska (KIBRIS) samt det årtal då myntet är präglat.
Cyperns gamla valuta, cypriotiskt pund, kan växlas in hos landets centralbank fram till 31 december 2009 för mynt respektive 31 december 2017 för sedlar.
Cypern har präglat en serie mynt och en version av 2-euro jubileumsmynt.